# Imam Abdulajewitsch Chatajew
Imam Abdulajewitsch Chatajew (russisch Имам Абдулаевич Хатаев; englisch Imam Abdulayevich Khataev; * 31. August 1994 in Kulary, Tschetschenien) ist ein russischer Boxer im Halbschwergewicht.

## Boxkarriere
Der 1,76 m große Linksausleger lebt in Grosny, ist Absolvent der Chechen State University und begann 2008 mit dem Boxsport.
Er wurde 2015, 2017 und 2018 Russischer Vizemeister, sowie 2019, 2020 und 2022 Russischer Meister im Halbschwergewicht.
Bei den Europaspielen 2019 in Minsk schied er im Achtelfinale gegen Simone Fiori aus.
Bei der europäischen Olympiaqualifikation im März 2020 in London, welche aufgrund der COVID-19-Pandemie unterbrochen und im Juni 2021 in Paris fortgesetzt wurde, besiegte er Gaëtan Ntambwe, Simone Fiori und Bayram Malkan, wodurch er sich für die 2021 in Tokio ausgetragenen Olympischen Spiele qualifizierte. Bei den Olympischen Spielen gewann er dann eine Bronzemedaille, nachdem er sich gegen Mohamed Assaghir, Beksad Nurdäuletow und Gasimagomed Dschalidow in das Halbfinale vorgekämpft hatte und dort gegen Benjamin Whittaker ausgeschieden war.
2023 gewann er eine Bronzemedaille bei der Weltmeisterschaft in Taschkent. 2025 wurde er wegen Dopings für zwei Jahre gesperrt.

### Familie
Sein jüngerer Bruder Schamil Chatajew ist auch Boxer und wurde 2017 Russischer Meister im Mittelgewicht.